# Mike Jacobs (boxe anglaise)
Pour les articles homonymes, voir Mike Jacobs.
Mike Jacobs est un promoteur de boxe américain né le 17 mars 1880 à New York et mort en janvier 1953.

## Biographie
Tout d'abord assistant de Tex Rickard dans l'organisation des combats de ce dernier, Jacobs est célèbre pour être le promoteur du champion poids lourds Joe Louis dès 1935. Il a ainsi contribué à faire de Louis la principale vedette de ce sport et faisant de chacun de ses combats une attraction. Son combat organisé au Yankee Stadium contre Max Baer la même année a notamment rapporté plus de 1 million de dollars.

## Distinction
- Mike Jacobs est membre de l'International Boxing Hall of Fame depuis sa création en 1990[1].

## Référence
1. ↑  (en) Biographie sur le site de l'International Boxing Hall of Fame (ibhof.com)